# 浅海村
浅海村（あさなみむら）は、愛媛県風早郡のち温泉郡にあった村である。1955年（昭和30年）に北条町、浅海村、粟井村、立岩村、河野村の1町4村の合併により、新たに北条町となり、自治体としては廃止された。その後1958年に市制施行により「北条市」となり、さらに平成の合併により松山市に編入されて現在に至っている。松山市の最北。地域名としては鉄道駅や小学校の名などとして受け継がれている。

## 地理
現在の松山市の最北端、今治市（旧菊間町）に接している。北と西は瀬戸内海（斎灘）に面し、南は北条町に、東は菊間町に接している。
浅海十六山・浅海十六谷と称されるほど、変化に富んだ地形をしている。北と西を海に面しているとはいえ、概ね三方を標高300メートル級の山々に囲まれ、他地域との行き来には峠道を越える必要があり、明治末期から大正期にかけて鉄道や道路が整備されるまでは他地域との交流は少なかった。
山　-　千波ケ岳、名石山、恵良山　腰折山
村名の由来
「浅海」は室町時代から見られる地名である。当地一帯を治めた部族の氏でもある。古くは海面であったが、隆起によって陸地となり浅海原と称したとされる。

## 社会

### 地域・集落
合併前の旧2村をそのまま大字として継承。後に立岩村から萩原を編入し、3大字となった。
浅海本谷（あさなみほんだに）、浅海原（あさなみはら）、萩原（はぎわら）

### 人口・世帯数
- 1904年（明治37年）　268戸、1418人
- 1921年（大正10年）　339戸、1920人

### 教育
- 浅海小学校　1874年（明治7年）浅海学校として開設、1891年（明治24年）浅海尋常小学校となり、1909年（明治42年）現在地へ移転、浅海村の合併・開村後も、町立→北条市立として受け継がれ松山市立浅海小学校として今日に至る。
- 浅海中学校 　戦後の学制改革により設置。北条市となってから後の1966年（昭和41年）4月に立岩中学校・北温中学校とともに北条市立北条北中学校として統合[1]（現在は松山市立）され、当村域に中学校はなくなった。

## 歴史
古代
- 本地域には10余りの古墳がみられ、旧北条町北部に残存するそれとともに北条北部古墳群と総称される。

中世
- 鎌倉時代後期に、当地の名を名乗る浅海氏が統治した。海賊的領主であったと推察されている。浅海氏は東寺の領地であった弓削荘に乱入したとの記録が古文書にみられる。
- 河野氏の居城の一つの名石山城があった。
- 天正年間にそれまで一つの村であった浅海が浅海原と浅海本谷とに分離した。

藩政期
- 松山藩に属す。
- 江戸時代中期に岩城島の漁民が移住して漁業を営み、以後漁業が発展。

明治以降
- 1889年12月15日 - 町村制施行により旧風早郡浅海本谷村、浅海原村が合併し風早郡浅海村として発足。
- 1897年4月1日 - 風早郡が温泉郡に編入され温泉郡浅海村となる。
- 1911年　県道（今治街道）が開通。
- 1914年10月1日 - 温泉郡立岩村萩原を編入。
- 明治時代末頃、ナシの生産盛んになる。
- 大正年間、瓦の生産が営まれる。
- 1926年　国鉄浅海駅開業、陸上交通の利便性向上。
- 戦後、ナシは柑橘類に転換された。
- 1955年3月31日 - 温泉郡北条町、立岩村、河野村、粟井村と合併して温泉郡北条町となり自治体としては消滅。

```
浅海村の系譜
（町村制実施以前の村）　（明治期）　　　　　　（昭和の合併）　　　（平成の合併）
　　　　　　　　　　　　町村制施行時
北条　　━━━┓
辻　　　━━━┫　　　　　　　　　　あ　　　　　　　　　お
土手内　━━━╋━━━北条村━━━━北条町━┳━━┳━━北条市　━┓
安居島　━━━┛　　　　　　　　　　　　　　┃う　┃え　　　　　　┃
下難波　━━━┓　　　　　　　　　　　　　　┃　　┃　　　　　　　┃
上難波　━━━╋━━━難波村━━━━━━━━┫　　┃　　　　　　　┃
中通・庄━━━┛　　　　　　　　　　　　　　┃　　┃　　　　　　　┃
八反地　━━━┓　　　　　　　　　　　　　　┃　　┃　　　　　　　┃
中西内　━━━┫　　　　　　　　　　　　　　┃　　┃　　　　　　　┃
柴村　　━━━┫　　　　　　　　　　　　　　┃　　┃　　　　　　　┃
中西外　━━━┫　　　　　　　　　　　　　　┃　　┃　　　　　　　┃
寺谷　　━━━╋━━━正岡村　━━━━━━━┛　　┃　　　　　　　┃
院内　　━━━┫　　　　　　　　　　　　　　　　　┃　　　　　　　┃
池田　　━━━┫　　　　　　　　　　　　　　　　　┃　　　　　　　┃
神田　　━━━┛　　　　　　　　　　　　　　　　　┃　　　　　　　┃
浅海本谷━━━┓　　　　　　　　　　　　　　　　　┃　　　　　　　┃
　　　　　　　┣━━━浅海村━━━━━━┳━━━━┫　　　　　　　┃
浅海原　━━━┛　　　　　　　　　　　　┃　　　　┃　　　　　　　┃
小川　　━━━┓　　　　　　　　　　　　い　　　　┃　　　　　　　┃
磯河内　━━━┫　　　　　　　　　　　　　　　　　┃　　　　　　　┃
鴨之池　━━━┫　　　　　　　　　　　　　　　　　┃　　　　　　　┃
和田　　━━━┫　　　　　　　　　　　　　　　　　┃　　　　　　　┃
河原　　━━━┫　　　　　　　　　　　　　　　　　┃　　　　　　　┃
安岡　　━━━┫　　　　　　　　　　　　　　　　　┃　　　　　　　┃
本谷　　━━━╋━━━粟井村━━━━━━━━━━━┫　　　　　　　┃
西谷　　━━━┫　　　　　　　　　　　　　　　　　┃　　　　　　　┃
大西谷　━━━┫　　　　　　　　　　　　　　　　　┃　　　　　　　┃
客　　　━━━┫　　　　　　　　　　　　　　　　　┃　　　　　　　┃
麓　　　━━━┫　　　　　　　　　　　　　　　　　┃　　　　　　　┃
平林　　━━━┫　　　　　　　　　　　　　　　　　┃　　　　　　　┃
小川谷　━━━┫　　　　　　　　　　　　　　　　　┃　　　　　　　┃
久保　　━━━┫　　　　　　　　　　　　　　　　　┃　　　　　　　┃
鹿峰　　━━━┫　　　　　　　　　　　　　　　　　┃　　　　　　　┃
苞木　　━━━┛　　　　　　　　　　　　　　　　　┃　　　　　　　┃
才之原　━━━┓　　　　　　　　　　　　　　　　　┃　　　　　　　┃
滝本　　━━━┫　　　　　　　　　　　　　　　　　┃　　　　　　　┃
猪木　　━━━┫　　　　　　　　　　　　　　　　　┃　　　　　　　┃
猿川　　━━━┫　　　　　　　　　　　　　　　　　┃　　　　　　　┃
中　　　━━━┫　　　　　　　　　　　　い　　　　┃　　　　　　　┃
米之野　━━━┫　　　　　　　　　　　　┃　　　　┃　　　　　　　┃
庄府　　━━━╋━━━立岩村━━━━━━┻━━━━┫　　　　　　　┃
儀式　　━━━┫　　　　　　　　　　　　　　　　　┃　　　　　　　┃
小山田　━━━┫　　　　　　　　　　　　　　　　　┃　　　　　　　┃
猿川原　━━━┫　　　　　　　　　　　　　　　　　┃　　　　　　　┃
尾儀原　━━━┫　　　　　　　　　　　　　　　　　┃　　　　　　　┃
萩原　　━━━┛　　　　　　　　　　　　　　　　　┃　　　　　　　┃
別府　　━━━┓　　　　　　　　　　　　　　　　　┃　　　　　　　┃
宮内　　━━━┫　　　　　　　　　　　　　　　　　┃　　　　　　　┃
善応寺　━━━┫　　　　　　　　　　　　　　　　　┃　　　　　　　┃
横谷　　━━━┫　　　　　　　　　　　　　　　　　┃　　　　　　　┃
閏谷　　━━━┫　　　　　　　　　　　　　　　　　┃　　　　　　　┃
九川　　━━━┫　　　　　　　　　　　　　　　　　┃　　　　　　　┃
常保免　━━━╋━━━河野村━━━━━━━━━━━┛　　　　　　　┃
佐古　　━━━┫　　　　　　　　　　　　　　　　　　　　　　　　　┃
高山　　━━━┫　　　　　　　　　　　　　　　　　　　　　　　　　┃
牛谷　　━━━┫　　　　　　　　　　　　　　　　　　　　　　　　　┃
大河内　━━━┫　　　　　　　　　　　　　　　　　　　　　　　　　┃
中須賀　━━━┫　　　　　　　　　　　　　　　　　　　　　　　　　┃
片山　　━━━┫　　　　　　　　　　　　　　　　　　　　　　　　　┃
夏目　　━━━┛　　　　　　　　　　　　　　　　　　　　　　　　　┃
　　　　　　　　　　　　　　　　　　　　　　　　　　　　中島町━━┫
　　　　　　　　　　　　　　　　　　　　　　　　　　　　松山市━━┻━━松山市
　　　　　　　　　　　　　　　　　　　　　　　　　　　　　　　　　　か
あ – 明治31年11月28日町制施行
い - 大正3年　立岩村萩原を浅海村に編入
う – 昭和26年4月1日合体
え – 昭和30年3月31日合体
お – 昭和33年11月1日市制施行
か – 平成17年1月1日温泉郡中島町とともに松山市に編入合併

（注記）中島町・松山市の合併以前の系譜はそれぞれの市・町の記事を参照のこと。

```

## 交通
- 鉄道 - 国鉄浅海駅
- 海岸線を通る県道が1911年（明治44年）に開通するまでは北条方面への交通は峠道に拠っていた。

## 産業
農業、沿岸漁業、製瓦業など。明治末から第二次世界大戦前までは梨の生産で知られていたが、戦後、園地の多くは柑橘園へと転換されていった。

## 出身・ゆかりのある人物
- 原田改三 - 教育者、浅海村長